# Château de Passy-les-Tours
Pour Château de Passy, voir Château de Passy-Véron et Château de Boulainvilliers.
Le château de Passy-les-Tours est situé à Varennes-lès-Narcy dans la Nièvre.
Il fait l’objet d’un classement au titre des monuments historiques depuis le 25 juillet 2018 grâce à la mobilisation de l'association Les Tours de Passy qui œuvre pour sa sauvegarde et sa mise en valeur.

## Historique
Édifié sur un plan barlong d'environ 50 m de côté flanqué aux angles de quatre tours rondes, le château, construit à la fin du XIVe siècle par Jean de Chevenon, alors conseiller de Charles VI de France, était pourvu d'un donjon de 25 m de hauteur qui dominait la voûte d'entrée.
Son architecture est inspirée du château de Vincennes et ses tours imposantes donnent leur nom au village.
Pendant la guerre de Cent Ans, à partir de 1422, il est occupé par le capitaine Perrinet Gressart qui tint tête à Jeanne d'Arc lors du siège de La Charité-sur-Loire en 1429.
Très endommagé par les guerres de Religion, le château devient en 1782, la propriété du marquis de Vergennes, homme politique et diplomate.

## Architecture
Le château fut probablement construit par le même architecte qui construisit le château de Chevenon (Nièvre), propriété de son frère Guillaume, qui était capitaine du château de Vincennes. Le corps de logis et les murs d'enceinte furent abattus lors des guerres de Religion, puis le colombier, une partie des tours et des murailles le furent par les propriétaires successifs pour en tirer des pierres afin de réaliser d'autres constructions.
Le château est édifié sur un plan rectangulaire de 50 mètres de côté, plusieurs fois remanié. À l'origine, il possédait quatre tours d'angle, seule reste le tour sud-est avec des murs d'un mètre soixante dix d'épaisseur dont la base comporte une pièce voûtée. Elle forme un angle avec le corps de logis, dans lequel se trouvent les vestiges d'une tourelle en surplomb.
Le donjon fait 25 mètres de hauteur. L'entrée est encadrée par deux tourelles sur contrefort. 